# The Spoils (álbum de Zola Jesus)
The Spoils é o álbum de estréia de Zola Jesus  O LP tem apenas 10 faixas, o CD tem 15 faixas

## História
O álbum foi gravado no inverno entre 2008 e 2009. Nika Roza produziu em seu apartamento. Seus pais reclamaram do som, falando que ela precisava entrar em um estúdio de verdade.

## Faixas
| N.º | Título                    | Duração |  |
| 1.  | "Six Feet (From My Baby)" | 4:15    |  |
| 2.  | "Crowns"                  | 2:54    |  |
| 3.  | "Sinfonia And The Shrew"  | 2:07    |  |
| 4.  | "Sink The Dynasty"        | 3:20    |  |
| 5.  | "Devil Take You"          | 3:52    |  |
| 6.  | "Lullaby In Tongues"      | 1:15    |  |
| 7.  | "Smirenye"                | 3:48    |  |
| 8.  | "Clay Bodies"             | 4:55    |  |
| 9.  | "In Hiding From The Crow" | 2:00    |  |
| 10. | "Tell It To The Willow"   | 4:35    |  |
| 11. | "Soeur Sewer"             | 3:55    |  |
| 12. | "Odessa"                  | 3:53    |  |
| 13. | "Poor Sons"               | 1:48    |  |
| 14. | "The Way"                 | 3:41    |  |
| 15. | "Dog"                     | 4:12    |  |